# Miconia campii
Miconia campii es una especie de planta con flor en la familia de las Melastomataceae. Es originaria de  Ecuador.

## Distribución y hábitat
Es un arbusto, arbolito o árbol endémico del sur de Ecuador. Conocido solo de tres lugares: uno en el Páramo del Castillo, otro en la carretera Sevilla de Oro-Méndez, y la tercera a lo largo del Río Tintas, sureste de El Pan. La última recogida en 1945. No se sabe que se produzcan dentro de la red de áreas protegidas de Ecuador, pero se espera en el Parque nacional Sangay. Considerado Vulnerable por la UICN en 1998 (VU B1 + 2c) y "rara" en 1997 (Oldfield et al . 1998, Walter y Gillett 1998). Ningún ejemplar de esta especie se encuentran en museos ecuatorianos. Aparte de la destrucción del hábitat, no se conocen amenazas específicas.

## Taxonomía
Miconia campii fue descrita por Wurdack y publicado en Memoirs of The New York Botanical Garden 16: 34–35. 1967.
Etimología
Miconia: nombre genérico que fue otorgado en honor del botánico catalán Francisco Micó.
campii: epíteto